# ベルナール・トゥブラン＝ミシェル
ベルナール・トゥブラン＝ミシェル（Bernard Toublanc-Michel、ベルナール・T・ミシェル Bernard T. Michelとも、1927年12月6日 - 2023年9月22日）は、フランスの映画監督である。女優イザベル・アジャーニの発見者として知られる。

## 来歴・人物
1927年12月6日、フランス・ロワール＝アトランティック県アンスニに生まれる。
1955年、27歳のときに短篇映画『Âmes d'argile』を初監督する。翌1956年から、ヴェテラン監督アンドレ・ユヌベルの『Mannequins de Paris』や、ジョルジュ・ルーキエ監督の『S.O.S. Noronha』（主演ジャン・マレー、1957年）の助監督として働き始める。とくにルーキエ監督の同作では、4歳下でおなじように習作短篇を撮りはじめていたジャック・ドゥミもおなじ助監督チームだった。同年、かつて短篇の音楽を頼んだジョルジュ・ドルリューが参加している、おなじくジャン・マレー主演、ピエール・カスト監督の『ポケットの中の愛』の助監督につき、アレクサンドル・アストリュックら『カイエ・デュ・シネマ』系の人脈が深まる。
1961年、ジャック・ドゥミは長篇デビュー作『ローラ』を撮り、彼の妻アニエス・ヴァルダも『5時から7時までのクレオ』を撮り、そのどちらにも助監督として参加し、現場を支える。翌1962年、『クレオ』にカメオ出演していたジャン＝リュック・ゴダール、アンナ・カリーナ夫妻（当時）の映画『女と男のいる舗道』の助監督につく。また同年には習作短篇『Le Champ du possible』を撮る。
ゴダールを『勝手にしやがれ』で世に出したヴェテラン映画プロデューサージョルジュ・ド・ボールガールが、1964年、新人によるオムニバス映画を製作することになり、ドゥミとヴァルダ作品を支えた縁で目にとまり、気鋭の若手5人のひとりに選ばれた。『キス! キス! キッス!』（旧題『接吻! 接吻! 接吻!』）がその作品だが、他の4人の監督はベルトラン・タヴェルニエ、ジャン＝フランソワ・オーデュロイ、シャルル・L・ビッチ、クロード・ベリであった。なかでもシャルル・L・ビッチはゴダールの『女と男のいる舗道』でともに仕事をした撮影助手であった。こうしてトゥブラン＝ミシェルは商業監督デビューを果たす。
つづいて同年、『女と男のいる舗道』をプロデュースしたピエール・ブロンベルジェ製作『La Difficulté d'être infidèle』（日本未公開）で長編映画デビューを果たす。同作は、ベルリン国際映画祭に出品され、賞は逃したものの、金獅子賞にノミネートされるにいたった。翌1965年、ジャック・バラティエと共同監督で『L'Or du duc（公爵の黄金）』を発表、そしてその年の暮れに、ゴダールが、初のアナトール・ドーマン製作のもとに撮影に入るというシネマ・ヴェリテ的新作『男性・女性』に、バラティエとともにふたりでいっしょに助監督につくことにした。ヴァルダの『クレオ』の相手役アントワーヌ・ブルセイエをカメオ出演させるなど、ゴダールの新境地に対して、ヌーヴェルヴァーグらしさを加えることに貢献した。
その後も順調に劇場用長編映画を撮り、1970年、『小さな木炭商 Le Petit Bougnat』（日本未公開）の主演級に当時15歳のまったくの新人女優イザベル・アジャーニを抜擢。その後彼女はニナ・コンパネーズ監督のデビュー作『夏の日のフォスティーヌ』（1971年）や、クロード・ピノトーの作品やテレビ映画に出演、1975年、フランソワ・トリュフォー監督の『アデルの恋の物語』で花開く。
ロングランしたのは彼のスリラー映画『Le malin plaisir』（日本未公開、1975年）で、同作中で、若い作家（ジャック・ヴェベール）が捕らわれ、犯人の女性4人組（クロード・ジャド、アニー・デュプレー、マリー・マルケら）は自由の身である、という話だ。
1970年代後半から1990年代初頭まではテレビ映画で活動を続けていた。現在は高齢のためか新作は見ることがなくなった。日本で商業公開された作品は初期オムニバスのみだが、シャルル・L・ビッチ同様、知られざるヌーヴェルヴァーグの生き証人のひとりである。
2023年9月22日死去、96歳没。

## フィルモグラフィー

### 監督
- Âmes d'argile　短篇　1955年　音楽ジョルジュ・ドルリュー
- Le Champ du possible　短篇　1962年　音楽ジョルジュ・ドルリュー
- キス! キス! キッス! （旧題『接吻! 接吻! 接吻!』） Les Baisers オムニバス 第1話『夏のキス Baiser d'été』　1964年　監督・脚本　製作ピエール・ブロンベルジェ、撮影ラウール・クタール、音楽ポール・ミスラキ、主演マリー＝フランス・ボワイエ　参加監督ベルトラン・タヴェルニエ、ジャン＝フランソワ・オーデュロイ、シャルル・L・ビッチ、クロード・ベリ　仏伊合作　※「ベルナール・T・ミシェル」名義
- La Difficulté d'être infidèle　1964年　製作ピエール・ブロンベルジェ、撮影ラウール・クタール　仏伊合作　※長編デビュー作、ベルリン国際映画祭金獅子賞ノミネート
- L'Or du duc（公爵の黄金）　1965年　共同監督ジャック・バラティエ、出演クロード・ブラッスール
- Cinq Gars pour Singapour　1967年　監督・脚本　音楽アントワーヌ・デュアメル　仏伊合作
- Adolphe ou l'Âge tendre　1968年　監督・脚本　主演ジャン＝クロード・ドーファン
- 小さな木炭商 Le Petit Bougnat　1970年　主演イザベル・アジャーニ（デビュー作）　仏伊合作
- Témoignages テレビシリーズ　1973年
- Le Provocateur テレビシリーズ　1973年　監督・脚色
- Étranger, d'où viens-tu ? テレビシリーズ　1974年
- Le Malin Plaisir　1975年　監督・脚本
- Histoires peu ordinaires テレビシリーズ　1976年
- Anne jour après jour テレビシリーズ　1976年
- Le Mutant テレビシリーズ　1978年　出演ファニー・アルダン
- Les Z'ados テレビシリーズ （そのうちの『Métro, boulot, bachot』）　1978年
- Les Moyens du bord テレビ映画　1979年
- Julien Fontanes, magistrat テレビシリーズ （そのうちの『Une femme résolue』）　1980年
- La grotte aux loups テレビ映画　1980年
- Martine Verdier テレビシリーズ　1981年
- Allons voir si la rose テレビ映画　1982年
- Michigan mélodie テレビ映画　1986年
- Les Cinq dernières minutes テレビシリーズ（そのうちの『Le baptême du feu』）1992年

### 助監督
- Mannequins de Paris　1956年　監督アンドレ・ユヌベル
- La Garçonne（ラ・ガルソーヌ）　1957年　監督ジャクリーヌ・オードリー
- S.O.S. Noronha　1957年　監督ジョルジュ・ルーキエ、撮影アンリ・ドカエ、助監督ジャック・ドゥミ、主演ジャン・マレー
- ポケットの中の愛 Amour de poche　1957年　監督ピエール・カスト、音楽ジョルジュ・ドルリュー、出演ジャン・マレー、ジャン＝クロード・ブリアリ、アレクサンドル・アストリュック、クリスチャン＝ジャック、ジャン＝ピエール・メルヴィル、ボリス・ヴィアン
- ローラ Lola　1961年　監督ジャック・ドゥミ、製作ジョルジュ・ド・ボールガール、カルロ・ポンティ、音楽ミシェル・ルグラン、撮影ラウール・クタール、主演アヌーク・エメ　※「ベルナール・T・ミシェル」名義
- 5時から7時までのクレオ Cléo de 5 à 7　1961年　監督・脚本アニエス・ヴァルダ、製作・出演ジョルジュ・ド・ボールガール、製作カルロ・ポンティ、音楽・出演ミシェル・ルグラン、撮影ジャン・ラビエ、助監督マラン・カルミッツ、出演コリンヌ・マルシャン、アントワーヌ・ブルセイエ、ジャン＝クロード・ブリアリ、エディ・コンスタンティーヌ、サミ・フレイ、ジャン＝リュック・ゴダール、アンナ・カリーナ、イヴ・ロベール
- 女と男のいる舗道 Vivre sa vie: Film en douze tableaux　1962年　監督・脚本・編集・出演ジャン＝リュック・ゴダール、製作ピエール・ブロンベルジェ、撮影ラウール・クタール、音楽ミシェル・ルグラン、助監督・出演ジャン＝ポール・サヴィニャック、撮影助手シャルル・L・ビッチ、スクリプターシュザンヌ・シフマン、出演アンナ・カリーナ、アンドレ・S・ラバルト、ラズロ・サボ
- 男性・女性 Masculin féminin: 15 faits précis　1966年　監督・脚本ジャン＝リュック・ゴダール、製作アナトール・ドーマン、出演ジャン＝ピエール・レオ、シャンタル・ゴヤ
- Mais où est donc passée la septième compagnie?　1973年　監督ロベール・ラムールー　仏伊合作

## 註
1. 1 2  “Monsieur Bernard Toublanc-Michel”. www.ouest-france.fr (2023年9月26日). 2023年10月1日閲覧。
2. ↑  独語版Wikipedia「Bernard Toublanc-Michel」の項の記述による。